# 한반도 인권과 통일을 위한 변호사모임
한반도 인권과 통일을 위한 변호사모임(韓半島 人權과 統一을 爲한 辯護士모임, Lawyers for human rights and unification of Korea, 약칭 한변)은 대한민국의 보수주의 변호사 단체로 2013년 9월 10일에 결성되었다.
대한민국의 정체성 수호, 자유민주주의와 시장 경제를 기반으로 하는 공동체의 시민적 가치 실현, 자유·평등·행복을 추구하는 실질적 법치주의의 확립, 조선민주주의인민공화국(북한)의 인권을 포함한 한반도의 인권 문제 개선, 자유민주적 기본 질서에 입각한 한반도의 평화적 통일의 기반을 마련하는 것을 목적으로 한다. 현재 상임대표는 김태훈이며, 소재지는 서울특별시 서초구 서초대로 52길 25 메종스터디빌 202호이다.

## 사업
법률 지원, 관련 법률·제도의 연구와 조사, 공익 소송 수행, 국내·국제 기구 및 관련 단체와의 협력 및 연대, 교육·출판·홍보·여론 형성 사업을 진행하고 있으며, 산하 조직으로 인권위원회, 통일위원회, 국제위원회를 운영하고 있다. 2018년에는 《북한인권법》 시행 2주년, 한반도 인권과 통일을 위한 변호사모임 창립 5주년을 기념하기 위하여 조선민주주의인민공화국(북한) 인권 운동에 앞장선 단체나 개인에게 수여하는 대한민국의 인권상인 북한인권상을 제정했다.

## 같이 보기
- 민주사회를 위한 변호사모임
- 희망을만드는법
- 헌법을 생각하는 변호사 모임
- 시민과 함께하는 변호사들